# Альянс за багатосторонність
Альянс за багатосторонність — неформальне об'єднання понад 70 країн, міжнародних організацій та представників громадянського суспільства, що реагує на поточні виклики, вирішення яких потребує більшої міжнародної співпраці, проте без залучення існуючих альянсів і офіційних структур. Заснований Німеччиною та Францією у квітні 2019 року під час 74-ї Генеральної асамблеї ООН з ініціативи міністрів закордонних справ Франції Жан-Ів Ле Дріана та Німеччини Гайко Мааса.
У зустрічах альянсу брали участь представники понад 70 держав, зокрема Аргентина, Ефіопія, Бельгія, Канада, Чилі, Коста-Рика, Німеччина, Домініканська Республіка, Естонія, Фінляндія, Франція, Індія, Індонезія, Ірландія, Італія, Японія, Йорданія, Мексика, Нідерланди, Норвегія, Перу, Сінгапур, Південна Африка, Іспанія, Швеція, Швейцарія, Туніс і Велика Британія.
У вересні 2019 року ініціативи альянсу включали проблеми довіри та безпеки в кіберпросторі, освіти, міжнародного партнерства за інформацію та демократію, спільну позицію групи щодо кліматичної безпеки. У квітні 2020 року в центрі уваги опинилася підтримка глобальної системи охорони здоров'я для боротьби з пандемією COVID-19. Групою була схвалена спільна заява. У квітні 2020 року в центрі уваги опинилася підтримка глобальної системи охорони здоров’я для боротьби з пандемією COVID-19, і була схвалена спільна заява. Ще одна зустріч відбулася 26 червня 2020 року, на якій віртуально зібралися представники 50 країн, щоб обговорити зміцнення глобальної архітектури охорони здоров'я, забезпечення свободи ЗМІ та боротьбу з дезінформацією.